# BMT Nassau Street Line
A Linha da Rua Nassau (BMT), em inglês:  BMT Nassau Street Line é uma das linhas de trânsito rápido do metrô de Nova Iorque.  Foi inaugurada em 16 de setembro de 1908 (116 anos). Esta linha é uma secção da rede ferroviária que é operada pelo BMT (em inglês:  Brooklyn–Manhattan Transit Corporation), que é uma subdivisão da Divisão B do Metrô de Nova Iorque.